# Църник
Църник (на македонска литературна норма: Црник) е село в община Пехчево на Северна Македония.

## География
Селото се намира в областта Пиянец, в подножието на планината Влахина, досами границата с България.

## История
В началото на XX век Църник е малко помашко село в Малешевска каза на Османската империя. Според статистиката на Васил Кънчов („Македония. Етнография и статистика“) в 1900 година в Цървеник живеят 1600 души жители българи мохамедани и 60 цигани.
При избухването на Балканската война в 1912 година 1 човек от селото са доброволец в Македоно-одринското опълчение.
Според Димитър Гаджанов в 1916 година в Църквеник живеят 468 помаци и 34 българи.
През 1924 година в сградата на старото турско училище в селото са настанени осем сръбски жандарми, а учениците са прехвърлени в мазе без прозорци.
Според преброяването от 2002 година селото има 707 жители.
| Националност     | Всичко |
| северномакедонци | 103    |
| албанци          | 0      |
| турци            | 326    |
| роми             | 267    |
| власи            | 0      |
| сърби            | 4      |
| бошняци          | 0      |
| други            | 7      |

## Личности
Починали в Църник
- Каймак Стойна (около 1805 - около 1850), българска хайдутка